# Cambodia (canción de Kim Wilde)
«Cambodia» es el cuarto sencillo de la cantante británica Kim Wilde. Fue publicado a finales de 1981, mismo año en el que Wilde había conseguido una notable crítica con sus anteriores trabajos.
El sencillo fue un éxito internacional que llegó a encabezar las listas en Suecia y Suiza y a quedar en el top diez de otros países. Fue lanzado en formato de vinilo de 7 pulgadas así como de 12 en Alemania Federal.
En un carácter musical y lírico, Cambodia fue un cambio de dirección para Wilde con respecto a la línea que llevó en su álbum debut. La canción tiene un sonoro carácter de sintetizadores, con percusión con sonidos orientales. La letra está inspirada en la campaña de bombardeos que Estados Unidos llevó a cabo durante la Operación Menú de la Guerra de Vietnam.
El sencillo superó el millón de ventas en Francia.

## Composición
La canción fue escrita por Marty Wilde y Ricki Wilde. Chris Mugan, del rotativo The Independent, encontró rasgos comparativos de la canción con una película del cine negro. Stewart Mason, de AllMusic, escribió que Cambodia carecía de la influencia del pop chic presente en el álbum debut de Wilde, y, en cambio, es más manejada por sintetizadores. Para Matt James, de PopMatters, la canción fue un intento de Kim Wilde de demostrar que podía abordar problemas serios, en la línea posterior de The Lebanon de The Human League (1984) o Russians de Sting (1985).

## Recepción de la crítica
Chris Mugan, nuevamente, consideró la canción como uno de los «clásicos de los años ochenta junto a su otro trabajo Kids in America». El escritor Colin Larkin, en su Enciclopedia de Música Popular, opinó que Wilde intentó «un sonido más aventurero» con Cambodia, lo que indica que ella era «un talento emocionante». Rachel Hahn, de la revista Vogue, calificó la canción como «un clásico subestimado».
Stewart Mason, de AllMusic, señaló que "el segundo álbum de Kim Wilde no obtuvo ningún éxito en el nivel del debut de Kids in America, aunque la dramática Cambodia fue una especie de culto favorito en algunos círculos». Escribiendo para el mismo sitio web, John Bush dijo que era la «favorita de los fanáticos» y «un intento extraño y escalofriante de grabar un canto en el sudeste asiático».

## Posición en listas
| Listas (1981-1982)                | Posición más alta |
| --------------------------------- | ----------------- |
| Australia (Kent Music Report)     | 7                 |
| Austria (Ö3 Austria Top 40)       | 4                 |
| Bélgica (Ultratop)                | 2                 |
| Irlanda (Irish Singles Chart)     | 15                |
| Noruega (VG-lista)                | 3                 |
| Nueva Zelanda (Recorded Music NZ) | 21                |
| Países Bajos (Single Top 100)     | 5                 |
| Reino Unido (UK Singles Chart)    | 12                |
| Suecia (Sverigetopplistan)        | 1                 |
| Suiza (Schweizer Hitparade)       | 1                 |